# Bambusa binghamii
Bambusa binghamii là một loài thực vật có hoa trong họ Hòa thảo. Loài này được Gamble mô tả khoa học đầu tiên năm 1896.